# (523680) 2013 YJ151
(523680) 2013 YJ151, também escrito como (523680) 2013 YJ151, é um objeto transnetuniano que está localizado no disco disperso, uma região do Sistema Solar. Ele possui uma magnitude absoluta de 5,4 e tem um diâmetro estimado em torno de 366 km. O astrônomo Mike Brown lista este corpo celeste em sua página na internet como um candidato a possível planeta anão.

## Descoberta
(523680) 2013 YJ151 foi descoberto no dia 26 de dezembro de 2013 pelo Pan-STARRS 1.

## Órbita
A órbita de (523680) 2013 YJ151 tem uma excentricidade de 0,438 e possui um semieixo maior de 72,707 UA. O seu periélio leva o mesmo a uma distância de 40,877 UA em relação ao Sol e seu afélio a 105 UA.